# President’s Cup 2012
Der President’s Cup 2012 war ein Tennisturnier der ATP Challenger Tour 2012 für Herren und ein Tennisturnier des ITF Women’s Circuit 2012 für Damen in Astana. Sie fanden zeitgleich vom 23. bis 29. Juli 2012 statt.